# Dwergplaneet

De verdeling van transneptunische objecten. Haumea en Makemake in het midden in de Kuipergordel (blauw). In rood de objecten die in baanresonantie met Neptunus zijn.

Een dwergplaneet is een categorie van planeetachtige hemellichamen. De benaming dwergplaneet hangt samen met de definitie van planeet die sinds 24 augustus 2006 wordt gehanteerd door de Internationale Astronomische Unie (IAU). Dwergplaneten zijn groter dan planetoïden, maar kleiner dan planeten. Formeel betreft het dus geen subcategorie van de planeten, maar een apart type hemellichaam.

## Kenmerken
Volgens de definitie van het IAU-congres zijn dwergplaneten hemellichamen die
- in een baan rond de Zon draaien en geen energie produceren door kernfusie (in tegenstelling tot sterren),
- genoeg massa hebben zodat ze door hun eigen zwaartekracht bolvormig geworden zijn en dus in hydrostatisch evenwicht zijn (in tegenstelling tot kleinere planetoïden),
- hun baan niet vrijgemaakt (schoongeveegd) hebben van andere objecten,
- geen satelliet zijn.

De derde voorwaarde maakt het verschil tussen klassieke planeten en dwergplaneten. Pluto, Eris, Makemake, Haumea en Ceres zijn hemellichamen in het zonnestelsel die in de categorie dwergplaneet vallen.
Sommige andere planetoïden zijn ook (bijna) bolvormig en zouden daarmee voldoen aan de nieuwe IAU-criteria: Vesta, Pallas en Hygiea. Net als Ceres werden ze van hun ontdekking tot de late jaren 1850 aangezien voor planeten. In de verre gebieden van het zonnestelsel bevinden zich een negental objecten die mogelijk de status van dwergplaneet kunnen krijgen als aangetoond kan worden dat ze door hun eigen zwaartekracht bolvormig geworden zijn. Onder deze objecten vallen onder andere Quaoar en Orcus. In 2008 werd besloten deze dwergplaneten plutoïden te noemen.
Sterrenkundigen voorspelden in 2006 dat er tot 53 nieuwe dwergplaneten bij zouden kunnen komen.

## Kandidaat-dwergplaneten
Naast de reeds aanvaarde dwergplaneten, zijn er nog minstens twaalf kandidaat-dwergplaneten, waarvan nog vastgesteld moet worden of ze aan de gestelde criteria voldoen:
- Een aantal "klassieke" planetoïden:
  - Vesta
  - Pallas
  - Hygiea

- Een aantal transneptunisch objecten (bij benadering op afnemende grootte):
  - Gonggong
  - Sedna
  - Orcus
  - Quaoar
  - 2002 TX300
  - Aya
  - Varuna
  - Ixion
  - Farout